# طريق التبغ
طريق التبغ (بالإنجليزية: Tobacco Road) رواية شهيرة ألفها الكاتب الأمريكي إرسكين كالدويل عام 1932 عن مزارعي التبغ في ولاية جورجيا الأمريكية. ترجمت الرواية إلى العربية. حولت هذه الرواية إلى مسرحية ظلت تعرض أكثر من سبع سنوات، وكانت بذلك الأكثر عرضاً في تاريخ المسرح الأمريكي.